# Parque Verde

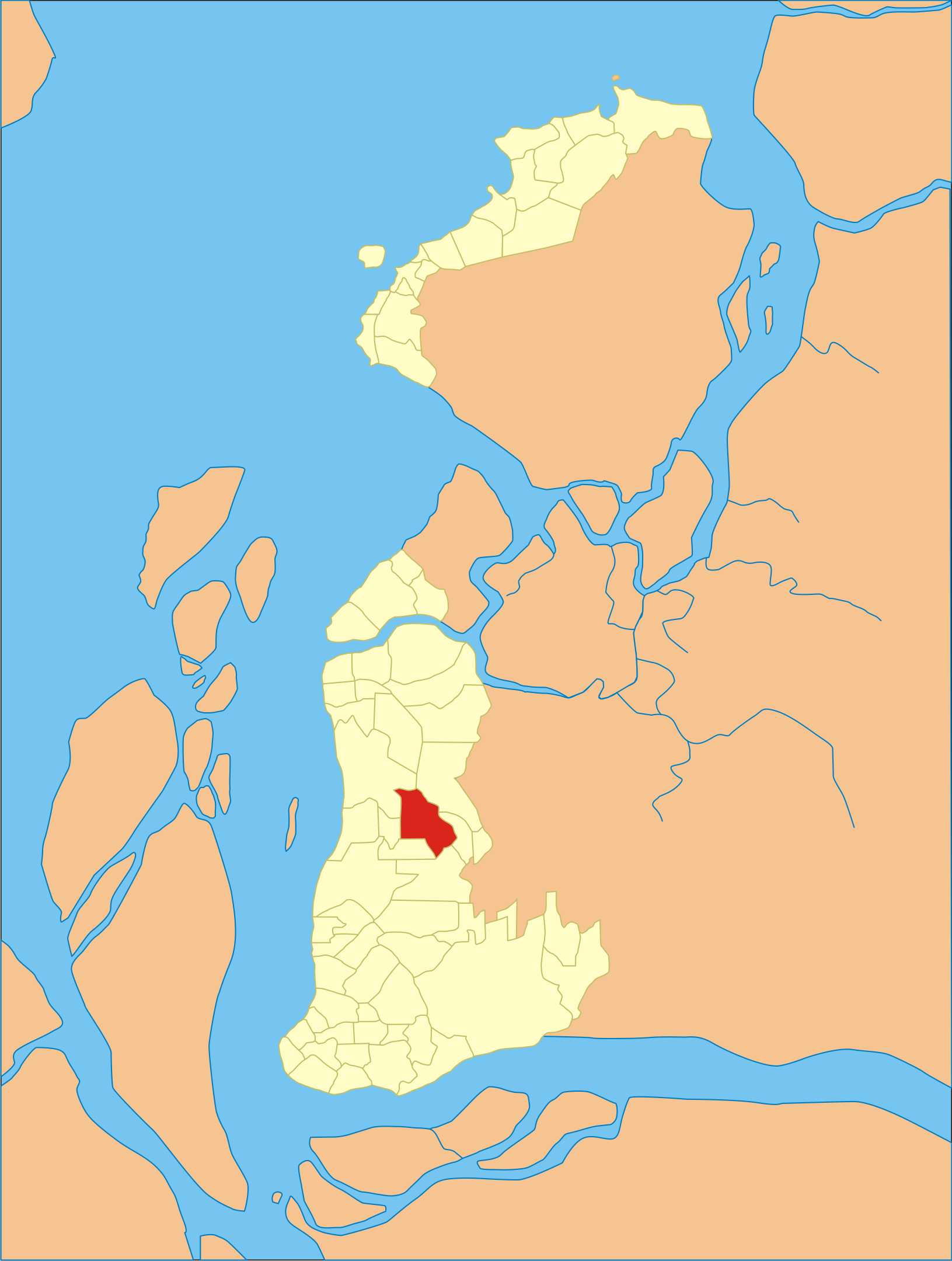
Localização do bairro Parque Verde em Belém do Pará

Parque Verde é um bairro da cidade brasileira de Belém. Localiza-se próximo ao distrito de Icoaraci e seu principal acesso é a Rodovia Augusto Montenegro.
É um bairro da capital paraense. De acordo com o portal da Prefeitura do estado do Pará e da lei 7.806, sancionada em 30 de julho de 1996, o começo do bairro verde encontra-se na interseção entre a rodovia Augusto Montenegro com a estrada do coqueiro onde segue por essa até o travessão do Conjunto Residencial Greenville II, englobando em seus principais pontos o Conj. Residencial Jardim Sevilha, Conj. Orlando Lobato, Rua Esperantista, Pass. Sideral, Passagem Andorinhas, avenida Damasco, Pass. Santo Antônio Estrada do Bengui, Estrada Yamada até a Estrada do Tapanã.

## História.
Uma zona de alto crescimento vertical e também de investimento para novas empresas em diversos ramos, o bairro comumente chamado de “Nova Belém” cresceu exponencialmente nos últimos anos pela migração populacional dos bairros centrais para os periféricos. Segundo o censo de 2011, divulgado pela Prefeitura de Belém bairro obtinha o total de 39.126 habitantes, com a popularização e o nível de crescimento exponencial o índice deve ter aumentado gradativamente com o passar dos anos. Ainda segue os trilhos da antiga estrada de ferro de Belém-Bragança e no ano de 1960 com o Plano de extinção de Transportes a linha encerrou-se, surgindo as primeiras linhas rodoviárias na época. Com a predominância de zonas verdes durante muitos anos e o baixo índice populacional, nas últimas três décadas o bairro tem se destacado.

## Principais Avenidas e Ruas
- Rodovia Augusto Montenegro

## Localização
O bairro está localizado ao redor da Rodovia Augusto Montenegro fazendo limite com os seguintes bairros: